# Симпсон, Аманда
Аманда Симпсон (англ. Amanda Simpson; род. 26 марта 1961, Чикаго, Иллинойс) — государственная и политическая деятельница Соединённых Штатов Америки (США). Вице-президент авиастроительной компании «Airbus Americas» по исследованиям и технологиям и бывший заместитель помощника министра обороны по оперативной энергетике (обучение, перемещение и поддержание вооружённых сил для военных операций, а также энергию, используемая энергосистемами, генераторами, материально-техническими ресурсами и боевыми платформами, используемыми вооружёнными силами во время обучения и в полевых условиях).
Ранее была исполнительным директором Управления энергетических инициатив армии США (Целевой группой армейских энергетических инициатив)), возглавляя направление деятельности по реализации крупномасштабных проектов в области возобновляемых источников энергии. Ее первая должность в вооружённых силах — специальный помощник руководителя службы снабжения армии. Затем стала главным советником помощника министра армии США по закупкам, материально-техническому обеспечению и технологиям по вопросам закупок, исследований, разработок и материально-технического обеспечения.
В 2010 году после назначения на должность старшего технического советника в Бюро промышленности и безопасности стала первой транс-женщиной в истории США на федеральной административной должности, требующей президентского согласия. Затем работала в министерстве обороны США. Имеет еврейское происхождение.

## Биография
В 1983 году получила степень бакалавра наук по физике в колледже «Harvey Mudd», степень магистра наук по инженерии в Государственном университете Калифорнии в Нортридже в 1988 году по программе «Hughes Aircraft Fellowship», а также степень магистра делового администрирования в Аризонском университете в 2001 году.
В 1988 году руководителем миссии и руководителем проекта по проведению летных испытаний, а в 1993 году заняла пост директора по полетам в лаборатории интеграции, испытаний и анализа в компании «Hughes Aircraft». В качестве летчика-испытателя летала на «Т-39 Sabreliner» и «Douglas A-3 Skywarrior» для испытания технологий в «Hughes Aircraft» и «Raytheon Missiles & Defense».
В 2004 году стала кандидатом от округа № 26 в Палату представителей Аризоны. Выиграла праймериз Демократической партии, набрав более 57 % голосов, но проиграла на всеобщих выборах, где заняла третье место, получив 20 % голосов.
На выборах 2004 года была избрана членом местного комитета, а в 2006 году от избирательного округа № 26 была избрана в качестве члена государственного комитета. Также заняла должность в Исполнительном совете и работала окружным казначеем. В 2005 году стала одним из основателей клуба «Демократы долины Оро», а также была первым заместителем председателя фракции ЛГБТ Демократической партии Аризоны.
В конце 2009 года приняла приглашение на работу в администрации президента Барака Обамы, где работала в министерстве торговли в должности старшего технического советника Бюро промышленности и безопасности. В июле 2011 года поступила на службу в Пентагон в должности специального помощника министра обороны США по закупкам, материально-техническому обеспечению и технологиям. В июле 2013 года была назначена в Целевую группу армейских энергетических инициатив, где занимала должность заместителя исполнительного директора до января 2014 года, когда была назначена исполнительным директором помощником министра обороны США по установкам, энергии и окружающей среде. В октябре 2014 года Целевая группа армейских энергетических инициатив преобразовалась в Управление энергетических инициатив армии США.
Входила в состав правления «Wingspan Community Center», «Гендерного альянса Южной Аризоны», «Фонда прав человека Аризоны», «Национального центра по вопросам трансгендерного равенства», сторонников равного права на работу вне дома и отделения Южной Аризоны Американского союза за гражданские свободы. Также входила в состав правления «Raytheon Women’s Network», Глобальной женской сети «Raytheon, Альянса геев, лесбиянок, бисексуалов, трансгендерных людей и их союзников» и «Совета по разнообразию „Raytheon“».

## Награды
- 2018 год: Harvey Mudd College Outstanding Alumni Award[21];
- 2017 год: DoD Pride Civilian Leadership Award[22];
- 2016 год: Arlington Gay Lesbian Alliance (AGLA) Champion Award[23];
- 2015 год: National Conference for College Women Student Leaders Women of Distinction Award[24];
- 2015 год: MTV — «9 Transgender Trailblazers Who Paved The Way»[25];
- 2014 год: Time Magazine — «21 Transgender People Who Influenced American Culture»[26];
- 2013 год: Julie Johnson Founder’s Award by the National Center for Transgender Equality[27];
- 2013 год: Community Advocacy Award by The Capital Area Gay and Lesbian Chamber of Commerce[28];
- 2011 год: LGBT Icon by Equality Forum[29];
- 2011 год: Echo Hall of Fame by Echo Magazine[30];
- 2011 год: Named one of the «Hidden 105» by OUT Magazine[31];
- 2010 год: OUTstanding Individual Award (OUT for Work)[32];
- 2010 год: Louise Young Award (Raytheon)[33];
- 2006 год: Raytheon Missile Systems Team Excellence Award[33];
- 2005 год: Grand Marshal, Tucson Pride Parade[34];
- 2005 год: Arizona Human Rights Fund Individual Award[35];
- 2004 год: Tucson YWCA Woman on the Move[36];
- 2001 год: Raytheon Woman on the Move[33].